# Comédia infantil (film)
Pour plus de détails, voir Fiche technique et Distribution.
Comédia infantil est un film suédois réalisé par Solveig Nordlund, sorti en 1998.

## Synopsis
Au Mozambique, des terroristes attaquent le village de Nélio et tuent sa famille. Il est emmené dans un camp pour enfants soldats mais réussit à s'échapper et à rejoindre Maputo.

## Fiche technique
- Titre : Comédia infantil
- Réalisation : Solveig Nordlund
- Scénario : Tommy Karlmark, Solveig Nordlund d'après le roman Comédia infantil de Henning Mankell
- Musique : Johan Zachrisson
- Photographie : Lisa Hagstrand
- Montage : Nelly Quettier
- Production : Solveig Nordlund
- Société de production : Avenida Produções, Prole Filme, Radiotelevisão Portuguesa et Torromfilm
- Pays :  Suède,  Portugal et  Mozambique
- Genre : Drame
- Durée : 93 minutes
- Dates de sortie : 
  -  Portugal : 21 juillet 1998
  -  France : 9 février 2000

## Distribution
- Sérgio Titos : Nélio
- Jaime Julio : Bomba
- Francisco Chilengue : Nascimento
- Avelino Manhiça : Mandioca
- André Ruco : Tristeza
- João Manja : José
- Lucrécia Paco : Maria
- Adelino Branquinho : M. Castigo
- Lilia Mompié : Mme Esmeralda
- Mónica Chilave : Mme Mulwane
- Casimiro Nbusse : Cobra
- Joaquina Odete : Deolinda

## Accueil
Marine Landrot pour Télérama évoque un film décousu à cause de ses flashbacks et d'une violence extrême. Christophe Carrière pour Première estime que la scène d'ouverture très violente donne le ton du film.